# Entelecara forsslundi
Entelecara forsslundi är en spindelart som beskrevs av Albert Tullgren 1955. Entelecara forsslundi ingår i släktet Entelecara och familjen täckvävarspindlar. Inga underarter finns listade i Catalogue of Life.